# سرنا (اوری)

سرنا شهری در شهرستان اوری در استان باله در بورکینافاسوی جنوبی است و جمعیت آن ۲۲۴۵ نفر است.